# Distretto di El Parco
Il distretto di El Parco è un distretto del Perù nella provincia di Bagua (regione di Amazonas) con 1.274 abitanti al censimento 2007 dei quali 651 urbani e 623 rurali.
È stato istituito il 1º settembre 1941.